# Marc Rizzo
Marc Rizzo (Carlstadt, 2 agosto 1977) è un chitarrista statunitense.
È l'attuale chitarrista degli Ill Niño ed ex-membro del gruppo brasiliano Soulfly. Egli ha suonato con gli Ill Niño negli album Revolution Revolución (2001) e Confession (2003) e con i Soulfly negli album prodotti tra il 2004 e il 2018. A partire dal 2006 ha anche avviato una propria carriera solista, pubblicando gli album Marc Rizzo (2004), Colossal Myopia (2006), The Ultimate Devotion (2007) e Legionnaire (2010).
Eà stato anche membro dei Cavalera Conspiracy, collaborando anche qui con Max Cavalera e partecipando a tutti gli album prodotti fino al 2018.
Artista eclettico e dotato di enormi capacità tecniche, nel suo album solista dà sfogo a tutte la sua creatività ed alle sue influenze, spaziando tra metal, hard rock, jazz, flamenco e chitarra classica.
È testimonial per il marchio di chitarre Peavey, per il quale gira il mondo facendo seminari quando non è impegnato nelle varie tournée.
Nel 2015 ha sostituito Dez Cadena suonando la chitarra in alcuni live dei Misfits.
il 7 agosto 2021 con un annuncio sul web ha annunciato di aver lasciato dopo 18 anni i Soulfly

## Discografia

### Solista
- 2004 - Mark Rizzo
- 2006 - Colossal Myopia
- 2007 - The Ultimate Devotion
- 2010 - Leggionnaire

### Ill Niño
- 2001 - Revolution Revolución
- 2003 - Confession

### Soulfly
- 2004 – Prophecy
- 2005 – Dark Ages
- 2008 – Conquer
- 2010 – Omen
- 2012 – Enslaved
- 2013 – Savages
- 2015 – Archangel
- 2018 – Ritual

### Cavalera Conspiracy
- 2008 – Inflikted
- 2011 – Blunt Force Trauma
- 2014 – Pandemonium
- 2017 – Psychosis

### Collaborazioni
- 2012 – Practice to Deceive - Dysorder & Dysease (EP) (chitarra solista)
- 2014 – Flametal - Flametal (chitarre)
- 2015 – The Sean Baker Orchestra - Game On!! nel brano Shrapnel in Your Ear)
- 2016 – Full Scale Riot - Empower (chitarra solista nel brano Hope)
- 2017 – Divine Heresy - Bleed the Fifth (chitarra acustica nel brano Rise of the Scorned)
- 2022 – Claustrofobia - Unleeched (chitarra solista nel brano Corrupted Self)